# Suttanella e cazunciello/Napulione 'e Napule
Suttanella e cazunciello/Napulione 'e Napule, pubblicato nel 1959, è un singolo dei cantanti italiani Mario Trevi e Tina De Paolis.

## Tracce
Lato A
- Suttanella e cazunciello (Nisa-Donida) - cantano Mario Trevi e Tina De Paolis

Lato B
- Napulione 'e Napule (Cutolo-Fucilli) - canta Tina De Paolis

Direzione arrangiamenti: M° Beppe Mojetta

## Incisioni
Il singolo fu inciso su 78 giri, con marchio Durium- serie Royal (PR 78 - PR 79), e su 45 giri, con marchio Durium- serie Royal (QCN 1041)